# Ehrenzeichen für Verdienste um das Rote Kreuz

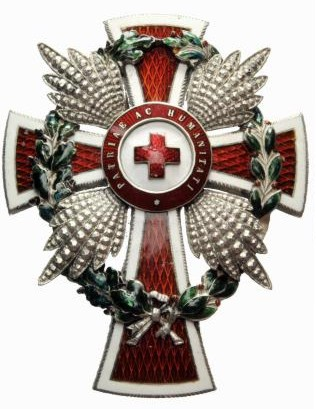
Stern mit Kriegsdekoration

Das Ehrenzeichen für Verdienste um das Rote Kreuz wurde am 17. August 1914 durch Kaiser Franz Josef I. von Österreich aus Anlass des 50. Jubiläums der Begründung der Genfer Konvention gestiftet. Die Auszeichnung war für Personen vorgesehen, die sich auf dem Gebiet des freiwilligen Hilfsdienstes des Roten Kreuzes der Monarchie im Frieden oder im Kriege Verdienste erworben hatten.

## Ordensklassen
Der Orden bestand aus vier Klassen sowie einer angeschlossenen Medaille in zwei Stufen.
- Stern
- Ehrenkreuz I. Klasse
- Offiziersehrenzeichen
- Ehrenkreuz II. Klasse
- Silberne Ehrenmedaille
- Bronzene Ehrenmedaille

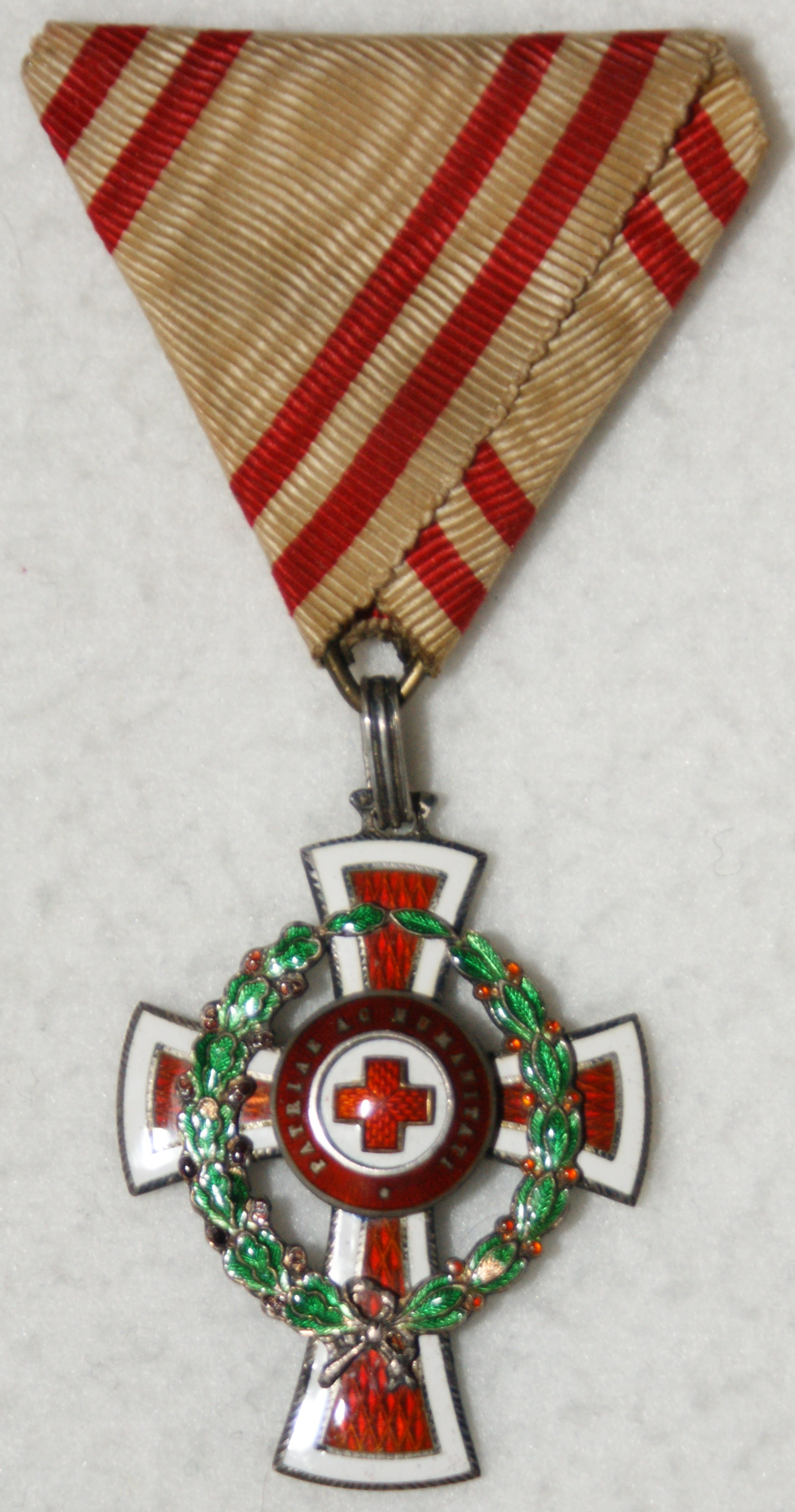
Ehrenkreuz II. Klasse mit Kriegsdekoration

Die Auszeichnung konnte für Kriegsverdienste auch mit der Kriegsdekoration zur Verleihung kommen. Das Offiziersehrenzeichen wurde ausschließlich damit verliehen.

## Ordensdekoration

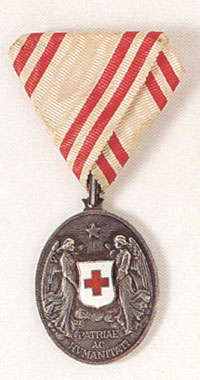
Silberne Ehrenmedaille

Das Ordenszeichen ist ein aus Silber gefertigtes rot emailliertes Rupertkreuz mit weißer Einfassung, dessen unterer Kreuzarm verlängert ist. Im aufliegenden weiß emaillierten Medaillon ist ein rot emailliertes Kreuz zu sehen. Das Medaillon ist von einem rot emaillierten Reif mit der Inschrift PATRIAE AC HUMANITATI ((Vaterland und Menschlichkeit)) umschlossen. Auf der Rückseite findet sich im Medaillon übereinander die beiden Jahreszahlen 1864 1914.
Der Stern des Ehrenzeichens für Verdienste um das Rote Kreuz trägt in den Kreuzwinkeln silberne Strahlenbündel. Die Rückseite der Auszeichnung ist ebenso wie des Offiziersehrenkreuzes glatt. Bei letzterem ist auf den waagrechten Kreuzarmen die Jahreszahlen 1864 (rechts) und 1914 eingraviert.
Wurde eine Klasse mit der Kriegsdekoration verliehen, so lag auf den Kreuzarmen ein dichter grün emaillierten Kranz aus Lorbeer- (links) und Eichenblättern (rechts) auf.
Die hochovale Medaille ist je nach Grad aus Silber oder Bronze geprägt. Sie zeigt zwei auf Wolken schwebende Engel in wallenden Gewändern, die zueinander stehen. Zwischen beiden ist ein weiß emailliertes Wappenschild mit einem eingelegten rot emaillierten Kreuz zu sehen. Über dem Schild ein strahlender fünfzackiger Stern. Unter der Abbildung der beiden Engel findet sich die dreizeilige Inschrift PATRIAE AC HUMANITATI ((Vaterland und Menschlichkeit)). Auf der glatten Rückseite der Medaille sind die übereinander verlaufenden Jahreszahlen 1864 1914 zu sehen.
Bei Verleihung mit der Kriegsdekoration verläuft um die Medaille auf beiden Seiten ein dichter Kranz aus Lorbeer- (links) und Eichenblättern (rechts).

## Trageweise
Der Stern sowie das Offiziersehrenzeichen wurden als Steckkreuz auf der linken Brust dekoriert. Das Ehrenkreuz I. Klasse wurde als Halsorden, dass Ehrenkreuz II. Klasse sowie die Ehrenmedaille an einem Dreiecksband auf der linken Brustseite getragen. Frauen trugen das Ehrenkreuz I. und II. Klasse sowie die Ehrenmedaille an einer Bandschleife an der linken Schulter.
Das Ordensband ist weiß mit zwei schmalen roten Seitenstreifen.
Wurde eine höhere Klasse bzw. Stufe verliehen, so war die zuvor verliehene abzulegen.

## Besonderheiten
Aufgrund materieller Zuwendungen zugunsten des Roten Kreuzes der k. u. k. Monarchie konnte um eine Verleihung der II. Klasse oder der Ehrenmedaille nachgesucht werden. Dazu musste für die II. Klasse ein einmaliger Förderbeitrag von 1000,-- Kronen oder aber ein lebenslanger Jahresbeitrag von 50,-- Kronen und eine Verleihungsgebühr von 100,-- Kronen entrichtet werden. Für die silberne Ehrenmedaille wurden einmalig 300,-- Kronen, oder aber ein jährlicher Betrag von 10 Kronen und eine Gebühr von 20,-- Kronen fällig. Die bronzene Ehrenmedaille kostete wahlweise 100,-- Kronen oder jährlich 5,-- Kronen und 10,-- Verleihungsgebühr. Die damit erzielten Einnahmen flossen in einen Fonds und kamen den österreichischen und ungarischen Roten Kreuz direkt zugute. Um eine Verleihung mit der Kriegsdekoration konnte nicht nachgesucht werden.